# LXII. Armeekorps
LXII. Armeekorps var en tysk armékår under andra världskriget. Kåren sattes upp den 5 augusti 1944.

## Befälhavare
Kårens befälhavare:
- General der Infanterie Ferdinand Neuling  5 augusti 1944–2 november 1944

Stabschef:
- Oberst Rudolf Meinshausen  5 augusti 1944–2 november 1944